# 요리키
요리키 (与力, よりき)는 에도 막부의 대표적인 관직명이다. 寄騎로 쓰기도 하며 시대에 따라 맡은 역할이 달랐다. 
소나에(備) 등을 편성하기 위해 에도시대 이전에는 아시가루타이쇼(足軽大将) 등의 중급 무사가 타이신(大身; 유력 씨족)의 지휘 하에 들어가는 의미로 쓰기도 했다.

## 중세
가마쿠라 시대에 요리키는 단순히 도움을 주는 사람을 말했지만 이후 다이묘나 유력한 무장을 따르는 하급 무사를 지칭했다. 센고쿠 시대에는 무장(寄親)을 지원하는 지방 부자인 요리코(寄子) 대신 사용되기도 했다. 그들은 하급 무사가 아니었으며 토호(在地土豪)였다. 수천 관문(貫文)의 토지를 가진 경우도 드물지 않았다.
전국시대 다이묘들은 이 요리키, 요리코들을 가신단에 포함하면 무장(寄親)의 힘이 커지므로 모반의 위험이 있다고 보았다. 따라서 다이묘에 따라 직접 관리하면서 무장에게 동시에 소속시켜 토호들을 효율적으로 활용했다. 특히 고 호조씨, 이마가와 씨, 우에스기씨, 다케다씨 등에게서 보인다. 가로 역할도 하는 경우는 츠키가로라고 했다. 
더 큰 다이묘에게 종속된 무장의 경우 요리키다이묘라 부르기도 했다. 오다 정권에서 오다 노부타다 소속이던 가와지리 히데타카(河尻秀隆)나 모리 나가요시가 그랬고 시바타 가쓰이에 소속이던 마에다 도시이에와 삿사 나리마사, 아케치 미쓰히데 소속이던 호소카와 유사이와 쓰쓰이 준케이 등이 그런 경우였다. 이런 요리키다이묘는 함께 군사행동을 취할 때 상위 다이묘의 지시를 받을 뿐이고 기본적으로는 대등한 다이묘였다. 아케치, 호소카와 츠츠이 등은 혼인관계가 있는 친구들이기도 했다.

## 근세
에도의 요리키는 도신 (일본사)과 함께 배속되어 상사를 보좌하는 직책이다. 가장 유명한 경우는 마치부교에 배속된 마치카타요리키(町方与力)로 마치부교를 보좌하며 에도의 행정 · 사법 · 경찰 역할을 했다. 남쪽 부교소와 북쪽 부교소에 25기씩이 배치되어 있었다. 그들은 말을 타고 움직였기 때문에 기(騎)라고 표현한다.
요리키는 마치부교 개인에게서 봉록을 받으며 움직일 때도 항상 따라다니는 우치요리키(内与力)와 쇼군 직속의 관리인 보통의 요리키 두 부류가 있었다. 우치요리키는 보통의 요리키보다 하급이지만 부교의 측근이므로 실권이 큰 경우가 있었다.
요리키는 부하인 도신을 지휘, 감독하는 관리자였으며 오늘날로 치면 경찰서장 정도의 권한이 있었으며 사법권도 있어서 민형사 재판에 관여했기 때문에 법관, 검사과 유사한 면이 있었다.
요리키에게는 핫초보리에 300평 정도의 집이 주어졌다. 또 여기저기서 청탁이 많이 들어왔기 때문에 부유한 경우도 많았다. 특권으로 센토 (목욕탕)의 여탕에 들어갈 수 있었다. 핫초보리의 여탕은 아침엔 비어있었고 남탕과 연결이 되어있어서 도청에 적합했기 때문이다. 그래서 핫초보리의 여탕에 칼걸이가 있는 것은 7대 불가사의의 하나라는 말도 있었다. 요리키는 특유의 마게를 틀고다녀 멋지다는 평가를 받았으며 리키시, 소방관과 함께 에도의 세 멋쟁이(江戸の三男)로 불리기도 했다.
마치요리키의 조장급에겐 2백석 이상의 봉록이 지급되어 하급 하타모토의 지위였다. 죄인을 다루는 것은 정갈하지 못한 일로 간주되어 쇼군을 알현하거나 에도성 등성은 허용되지 않았다. 따라서 신분은 상급 고케닌이었다. 
오사카에서는 동쪽과 서쪽의 마치부교소에 각 30기의 요리키가 있었다. 에도처럼 지샤부교(寺社奉行)와 화부도적개방(火付盗賊改方; 방화와 도적 등을 단속하던 직위) 등이 나뉘어있지 않고 마치부교 혼자서 맡아했다. 도적방(盗賊方) 요리키가 6인, 정정회(定町廻) 요리키가 4인 있었다. 요리키나 도신의 거처는 동쪽 마치부교소의 북쪽 요도강의 텐마바시(天満橋) 건너 1키로미터정도 떨어진 곳에 있어 텐마요리키, 텐마도신이라고도 불렀다.

## 같이 보기
- 오시오 헤이하치로
- 나카네 마사모리